# Робинсон, Эдвин Арлингтон
Эдвин Арлингтон Робинсон (англ. Edwin Arlington Robinson, 22 декабря 1869, Хэд Тайд округа Линкольн штата Мэн США — 6 апреля 1935, Нью-Йорк) — американский поэт, писатель и драматург. Лауреат Пулитцеровской премии.

## Биография
Недолго учился в Гарварде. После смерти отца вернулся домой и пытался вести хозяйство на ферме. Переехал в Нью-Йорк, где влачил жалкое существование бедного поэта, подружился с такими же как и он писателями, художниками и будущими интеллектуалами.
Дебют Робинсона состоялся в 1896 году, когда он на собственные средства издал свою первую книгу сборники «Поток», а затем «Накануне вечером» (The Torrent and The Night Before, 1896) и «Дети тьмы» (The Children of the Night, 1897). В стихотворениях этих сборников впервые упоминается «столица» поэтического мира Робинсона — вымышленный городок Тильбюри-таун, где обитают и герои его последующих сборников: «Городок на реке» (The Town down the River, 1910), «Человек на фоне неба» (The Man Against the Sky, 1916), «Три таверны» (The Three Taverns, 1920).
Вёл уединенный образ жизни, никогда не был женат. В течение последних двадцати лет своей жизни жил в Мак-Дауэлле в штате Нью-Гемпшир.
Умер от рака 6 апреля 1935 года в больнице Cornell Hospital в Нью-Йорке.

## Творчество
В своем творчестве Робинсон придерживался и утверждал традиционные ценности пуританской Новой Англии. Признанный поэт, в своих поэмах, лирических стихотворениях и драматических монологах отражал пессимистическое видение человека-одиночки в современном мире, отчаянно борющегося за выживание.
Наибольших успехов поэт достиг в традиционном для английской поэзии жанре баллады, сумев сделать её органичной формой для воплощения современной проблематики. В своих стихах Робинсон реалистически воссоздал острые социальные конфликты и психологические драмы, типичные для американского общества рубежа XIX—XX в. Вместе с тем проблемы своего времени Робинсон был склонен порой рассматривать «под знаком вечности».
В абстрактно-философском ключе написаны большие поэмы Робинсона: «Капитан Крейг» (Captain Craig, 1902), «Человек на фоне неба» (1910). Том Collected Poems (1921).
Произведения Э. А. Робинсона переведены на многие языки мира, в том числе, русский.

## Поэзия
- The Torrent and the Night Before (1896)
- Luke Havergal (1897)
- The Children of the Night (1897)
- Richard Cory (1897)
- Captain Craig and Other Poems (1902)
- The Town Down the River (1910)
- Miniver Cheevy (1910)
- The Man Against the Sky (1916)
- Ben Trovato (1920)
- The Three Taverns (1920)
- Avon’s Harvest (1921)
- Collected Poems (1921)
- Haunted House (1921)
- Roman Bartholomew (1923)
- The Man Who Died Twice (1924)
- Dionysus in Doubt (1925)
- Fortunatus (1928)
- Sonnets, 1889—1917 (1928)
- Cavender’s House (1929)
- Modred (1929)
- The Glory of the Nightingales (1930)
- Matthias at the Door (1931)
- Selected Poems (1931)
- Talifer (1933)
- Amaranth (1934)
- King Jasper (1935)
- Collected Poems (1937)

В конце 1910-х и в 1920-е годы Робинсон писал, в основном, исторические и аллегорические поэмы. Создал цикл произведений на основе легенд о короле Артуре и рыцарях Круглого стола, в том числе: «Мерлин» (Merlin, 1917), «Ланселот» (Lancelot, 1920), «Тристан» (Tristram, 1927), а также «Человек, умиравший дважды» (The Man Who Died Twice, 1924), «Дионис сомневающийся» (Dionysus in Doubt, 1925), «Король Джаспер» (King Jasper, 1935) и др.

## Пьесы
- Van Zorn (1914)
- The Porcupine (1915)

## Письма
- Selected Letters (1940)
- Untriangulated Stars: Letters to Harry de Forest Smith 1890—1905 (1947)
- Edwin Arlington Robinson’s Letters to Edith Brower (1968)

## Награды
Эдвин Арлингтон Робинсон трижды награждался Пулитцеровской премией в области поэзии:
- 1922 год — за свой первый сборник стихотворений «Collected Poems»,
- 1925 год — за «The Man Who Died Twice»,
- 1928 год — за «Tristram».